# Essington
Essington es una parroquia civil y un pueblo del distrito de South Staffordshire, en el condado de Staffordshire (Inglaterra).

## Geografía
Según la Oficina Nacional de Estadística británica, Essington tiene una superficie de 14,64 km².

## Demografía
Según el censo de 2001, Essington tenía 4831 habitantes (48,87% varones, 51,13% mujeres) y una densidad de población de 329,99 hab/km². El 20,78% eran menores de 16 años, el 71,33% tenían entre 16 y 74, y el 7,89% eran mayores de 74. La media de edad era de 40,19 años. Del total de habitantes con 16 o más años, el 22,05% estaban solteros, el 62,37% casados, y el 15,57% divorciados o viudos.
Según su grupo étnico, el 97,64% de los habitantes eran blancos, el 0,79% mestizos, el 1,28% asiáticos, el 0,06% negros, y el 0,06% de cualquier otro. La mayor parte (97,89%) eran originarios del Reino Unido. El resto de países europeos englobaban al 0,93% de la población, mientras que el 1,18% había nacido en cualquier otro lugar. El cristianismo era profesado por el 85,26%, el budismo por el 0,06%, el hinduismo por el 0,25%, el islam por el 0,06%, el sijismo por el 0,85%, y cualquier otra religión, salvo el judaísmo, por el 0,1%. El 8,03% no eran religiosos y el 5,38% no marcaron ninguna opción en el censo.
Había 1816 hogares con residentes, 35 vacíos, y 3 eran alojamientos vacacionales o segundas residencias.